# 深圳市卫生健康委员会
深圳市卫生健康委员会（简称深圳市卫健委），是中华人民共和国广东省深圳市人民政府主管卫生健康的组成部门。

## 历史沿革
- 2009年7月，深圳市进行机构改革，原深圳市卫生局、深圳市人口和计划生育局的职能，以及深圳市食品药品监督局的政策、法规、标准制定职责和食品安全综合协调职能整合划入深圳市卫生和人口计划生育委员会[1]。
- 2013年5月，原深圳市卫生和人口计划生育委员会承担的公立医院举办职责划归至深圳市公立医院管理中心，监管公立医院人、财、物等运行[2]。
- 2013年10月，深圳市发展改革委员会承担的深圳市医药卫生体制改革领导小组办公室职责划入深圳市卫生和人口计划生育委员会[3]。
- 2014年1月，深圳市卫生和人口计划生育委员会更名为深圳市卫生和计划生育委员会[4]。
- 2019年1月，深圳市进行机构改革，原深圳市卫生和计划生育委员会、深圳市医疗卫生事业改革发展领导小组办公室、深圳市老龄工作委员会办公室、深圳市爱国卫生运动委员会办公室的职责，深圳市公立医院管理中心的行政职能，深圳市安全生产监督管理局的用人单位作业场所职业卫生监督管理职责整合至深圳市卫生健康委员会。深圳市老龄工作委员会的日常工作由深圳市卫生健康委员会承担[5][6]。
- 2023年5月，深圳市疾病预防控制局挂牌成立，由深圳市卫生健康委员会加挂深圳市疾病预防控制局牌子[7]。

## 职责
根据《深圳市卫生健康委员会职能配置、内设机构和人员编制规定》，深圳市卫生健康委员会承担下列职责：
1. 拟订卫生健康事业发展的地方性法规、规章草案和政策、规划并组织实施。统筹规划卫生健康资源配置，组织拟订区域卫生健康规划并组织实施。制定并组织实施推进卫生健康基本公共服务均等化、普惠化、便捷化和公共资源向基层延伸等政策措施。
2. 协调推进深化医药卫生体制改革，研究提出深化医药卫生体制改革重大方针、政策、措施的建议。组织深化公立医院综合改革，健全现代医院管理制度，制定并组织实施推动卫生健康公共服务提供主体多元化、提供方式多样化的政策措施，提出医疗服务和药品价格政策的建议。
3. 制定并组织落实重大疾病防治规划以及严重危害人民健康公共卫生问题的干预措施，组织实施免疫规划。负责卫生应急工作，组织指导突发公共卫生事件的预防控制和各类突发公共事件的医疗卫生救援。
4. 组织拟订并协调落实应对人口老龄化政策措施，推进完善老年健康服务体系建设和医养结合工作。
5. 组织制定药物政策，落实国家基本药物制度。开展药品使用监测、临床综合评价和短缺药品预警。提出基本药物价格政策的建议。组织开展食品安全风险监测评估，依法制定并公布食品安全地方标准。
6. 负责职责范围内的职业卫生、放射卫生、环境卫生、学校卫生、公共场所卫生、饮用水卫生等公共卫生的监督管理，负责传染病防治监督，健全卫生健康综合监督体系。建立健全疾病预防控制、健康教育、妇幼保健、精神卫生、应急救治、卫生监督、计划生育等服务网络。组织开展爱国卫生运动。
7. 负责医疗机构、医疗服务行业管理办法的监督实施，建立医疗服务评价和监督管理体系。会同有关部门制定并实施卫生健康专业技术人员资格标准。制定并组织实施医疗服务规范、标准和卫生健康专业技术人员执业规则、服务规范。
8. 负责计划生育管理和服务工作，开展人口监测预警，研究提出人口与家庭发展相关政策建议，完善计划生育政策。指导市计划生育协会的业务工作。
9. 指导基层卫生健康工作，指导基层医疗卫生、妇幼健康服务体系建设和全科医生队伍建设，完善基层卫生健康服务功能。推进卫生健康科技创新发展。
10. 指导干部保健工作。负责重要会议与重大活动的医疗卫生保障工作。
11. 拟订全市中医中长期发展规划并组织实施。负责中医药的继承、创新和中西医结合工作，统筹协调中西医发展。
12. 开展卫生健康工作领域的国际交流与合作、对外宣传、援外工作，开展与港澳台地区的交流与合作。组织开展继续医学教育。
13. 研究拟订全市卫生健康人才发展政策并组织实施，推动高素质专业化卫生健康人才队伍建设。
14. 负责卫生健康行业安全生产工作，负责安全生产事故有关的卫生应急处置和紧急医学救援工作。
15. 完成市委、市政府和上级部门交办的其他任务。
16. 职能转变。市卫生健康委应当牢固树立大卫生、大健康理念，贯彻落实健康中国战略，以改革创新为动力，以促健康、转模式、强基层、重保障为着力点，把以治病为中心转变到以人民健康为中心，为人民群众提供全方位、全周期健康服务。一是更加注重预防为主和健康促进，加强预防控制重大疾病工作，积极应对人口老龄化，健全健康服务体系。二是更加注重工作重心下移和资源下沉，推进卫生健康公共资源向基层延伸、向生活困难群众倾斜。三是更加注重提高服务质量和水平，推进卫生健康基本公共服务均等化、普惠化、便捷化。四是改革完善医疗卫生行业综合监管制度，推进全过程监管，强化医疗服务质量和安全监管。五是协调推进深化医药卫生体制改革，加大公立医院综合改革力度，落实公立医院经营管理自主权，推动卫生健康公共服务提供主体多元化、提供方式多样化。
17. 有关职责分工。
  1. 与市发展改革委有关职责分工。市卫生健康委负责开展人口监测预警工作，研究提出与生育相关的人口数量、素质、结构、分布方面的政策建议，促进生育政策和相关经济社会政策配套衔接，参与配合制定人口发展规划和政策，落实国家、省、市人口发展规划中的有关任务。市发展改革委负责组织监测和评估人口变动情况及趋势影响，建立人口预测预报制度，开展重大决策人口影响评估，完善重大人口政策咨询机制，拟订人口发展规划和人口政策，研究提出人口与经济、社会、资源、环境协调可持续发展，以及统筹促进人口长期均衡发展的政策建议。
  2. 与市民政局有关职责分工。市卫生健康委负责拟订应对人口老龄化、医养结合政策措施并组织实施，综合协调、督促指导、组织推进老龄事业发展，承担老年疾病防治、老年人医疗照护、老年人心理健康与关怀服务等老年健康工作。市民政局负责统筹推进、督促指导、监督管理养老服务工作，拟订养老服务体系建设规划、法规、政策、标准并组织实施，承担老年人福利和特殊困难老年人救助工作。
  3. 与市市场监管局有关职责分工。市卫生健康委负责食品安全风险监测与评估工作，会同市市场监管局等部门制定、实施食品安全风险监测计划。市卫生健康委对通过食品安全风险监测或者接到举报发现食品可能存在安全隐患的，应当立即组织进行检验和食品安全风险评估，依法参与对食品安全事故现场流行病学调查、采样检测和诊断，出具技术调查报告，并及时通报市市场监管局，对得出不安全结论的食品，市市场监管局等部门应当立即采取措施。市市场监管局等部门在监督管理工作中发现需要进行食品安全风险评估的，应当及时向市卫生健康委提出建议。市市场监管局会同市卫生健康委建立重大药品不良反应和医疗器械不良事件相互通报机制和联合处置机制。市市场监管局牵头做好重大活动食品安全保障，市卫生健康委给予协助配合。
  4. 与市医保局有关职责分工。市卫生健康委、市医保局等部门在医疗、医保、医药等方面加强制度、政策衔接，建立沟通协商机制，协同推进改革，优化医疗资源配置，提高医疗资源使用效率和医疗保障水平。

## 机构设置

### 内设机构
- 秘书处
- 工委办公室
- 财务处
- 政策法规处
- 体制改革和发展规划处
- 信息和大数据管理处
- 综合监管处
- 审批服务处
- 疾病预防控制和职业健康处
- 公共卫生和爱国卫生处（市爱国卫生运动委员会办公室）
- 医政医管和药物政策处
- 基层卫生和老龄健康处
- 卫生应急处
- 科技创新和教育发展处（国际合作处）
- 家庭发展和妇幼健康处
- 中医处
- 机关党委（人事人才处）
- 宣传教育处

### 直属机构
- 深圳市保健委员会办公室
- 深圳市计划生育协会
- 深圳市疾病预防控制中心
- 深圳市急救中心
- 深圳市卫生健康发展研究和数据管理中心
- 深圳市血液中心
- 深圳市医疗卫生专业服务中心
- 深圳市健康教育与促进中心
- 深圳市卫生健康能力建设和继续教育中心

### 市属医院
- 深圳市人民医院
- 深圳市第二人民医院
- 北京大学深圳医院
- 深圳市中医院
- 深圳市第三人民医院
- 深圳市妇幼保健院
- 中国医学科学院阜外医院深圳医院（深圳市孙逸仙心血管医院）
- 深圳市儿童医院
- 深圳市康宁医院
- 深圳市眼科医院
- 香港大学深圳医院
- 南方医科大学深圳医院
- 中国医学科学院肿瘤医院深圳医院
- 中山大学附属第七医院
- 深圳市萨米医疗中心（深圳市第四人民医院）
- 深圳市口腔医院
- 南方医科大学深圳口腔医院（坪山）
- 深圳市职业病防治院
- 深圳市慢性病防治中心

## 新媒体平台
据《南方都市报》报道，深圳市卫健委通过采取市场化用人方式，陆续聘用90后人士，建立了一支6人的内容团队，包括写手、编辑、设计、创意策划等，大部分有传媒背景。从2018年起，“深圳卫健委”微信公众号完全依靠自有团队独立运营。“深圳卫健委”微信公众号以诙谐的封面漫画迅速赢得网民关注，每篇推文平均阅读量均在10万以上。截至2021年9月，“深圳卫健委”微信公众号关注人数超过1300万，是中国大陆政务新媒体中的“千万级大号”，其运营团队也入选“广东省政务新媒体十大优秀团队”。
尽管深圳卫健委微信发布的内容以诙谐幽默为特点，但部分推文也引起部分人士的争议。2020年7月30日傍晚，深圳卫健委在官方微信公眾號推送了一篇題為人體《健康經》的文章，模仿《平安經》以「人體組織+健康」寫成，如「頸椎健康、胸椎健康、腰椎健康、骶椎健康、尾椎健康……」、「顱頂肌健康、眼輪匝肌健康、口周圍肌健康、鼻肌健康、咬肌健康、顳肌健康、翼內肌健康、翼外肌健康、頸闊肌健康、胸鎖乳突肌健康……」文章最後還寫到「髮際線要健康，『大姨媽』要健康，啪啪啪也要健康哦。」引起網民留言與點閱。7月31日上午，深圳市衛健委宣傳教育處處長王嶺回應澎湃新聞時稱，「該文章是蹭《平安經》的熱點，但目的是為了健康科普，向公眾普及人體解剖學，並無不妥」；該文章在公佈翌日已被微信禁止分享，但仍能閱讀。
2021年12月1日，深圳卫健委在世界艾滋病日發布的一則「『無套後入』有毒！深圳新增1678人染艾滋，六成經男男傳播」，引發輿論熱議。在人民網「領導留言板」上，有網民以「公眾號低俗標題吸眼球博流量」向深圳市委書記王偉中反映，某些医疗机构的微信公众号使用低俗标题吸引眼球博流量，建议整改，并附图举例，所涉及的公众号即为“深圳卫健委”。12月5日，深圳市卫生健康委在人民网领导留言板回复称，之后“深圳卫健委”微信公众号会适当收缩开放的推文尺度，保持专业、中性、客观的风格。
2022年1月8日，随着深圳市发生新一波的2019冠状病毒病本土疫情，一网民“Prnliy”在深圳卫健委微信公众号文章评论区留言反映称，她于7日晚上9点在龙华中心医院核酸检测，因其本人为孕妇，需要核酸证明才能入院，但核酸检测未出结果，要求卫健委优先安排。深圳卫健委不久后回复该网民“电话发我”。该消息随即引发网民关注。